# 段毅君
段毅君（1967年7月—），男性，汉族，四川乐山人，在职研究生学历，法学博士，1990年7月参加工作，1994年7月加入中国共产党。中华人民共和国政治人物。

## 人物经历

### 甘孜州
段毅君早年在康定高等师范专科学校（今四川民族学院）政史系就读，毕业后在中国共青团甘孜州委员会任职，期间加入中国共产党。2002年，出任中共甘孜州石渠县委书记，并曾兼任同县人大常委会主任、政协主席等职务。2007年，升任中共甘孜州委常委、秘书长。
2011年，回到甘孜州首府康定县，出任该县党委书记。

### 四川省
2014年，段毅君来到四川省会成都，出任四川省公安厅副厅长，2018年10月，转任四川省安全监管局党组副书记、副局长，一个月后的11月，出任新成立的四川省应急管理厅首任党组书记、厅长，并兼任四川省人民政府安全生产委员会办公室主任。
2021年，接替林书成出任中共凉山州委书记。
2023年1月，在四川省第十四届人民代表大会第一次会议上，当选为四川省人民政府副省长。2023年7月，不再担任四川省人民政府副省长。
段毅君也是中国共产党四川省第十次、十二次党员代表大会代表，以及中共二十大代表。

### 国家民委
2023年7月，任国家民族事务委员会副主任、党组成员。